# Novoalexandrovsk (Stavropolský kraj)
Novoalexandrovsk (rusky Новоалександровск) je město ve Stavropolském kraji v Ruské federaci. Při sčítání lidu v roce 2010 měl přes šestadvacet tisíc obyvatel.

## Poloha a doprava
Novoalexandrovsk leží v severním Severního Kavkazu na řece Rasševatce v povodí Západního Manyče. Od Stavropolu, správního střediska kraje, je vzdálen přibližně 110 kilometrů jihozápadně. 
Ve městě je železniční stanice na trati z Kropotkina, která dále pokračuje přes Stavropol do Elisty.

## Dějiny
Obec založili v roce 1804 osadníci z centrální Ruska a byla pojmenována po tehdejším caru Alexandrovi I. Pavloviči Novolexandrovskoje. V roce 1832 získala status kozácké stanice pod jménem Novoalexandrovskaja. Od roku 1971 je městem pod jménem Novoalexandrovsk.

### Rodáci
- Dmitrij Sergejevič Kiričenko (* 1977), fotbalista